# 中华人民共和国特供体制
中华人民共和国特供体制，是一套由中华人民共和国政府组织，向政府官员和特殊人士提供特定物品供给和生活服务的制度，其中高级干部终身可以享受此類特殊待遇。這一制度建立于中华人民共和国建国初期，由中央政府正式施行，并维持至今。

## 历史

### 建国初期
1949年中国共产党建立中华人民共和国政权后，中共中央办公厅、公安部决定在北京建立香山农场（今称巨山农场）。1950年2月14日，中华人民共和国和苏联签订了为期30年的《中苏友好同盟互助条约》，随后苏联派出了两位医疗保健与食品营养研究方面的专家前往北京，对香山农场的产品、规模、保鲜、消毒、化验、防疫各方面都提出不少建议。香山农场由中共中央办公厅警卫局管理，为高级干部提供农产品特供，建立起中央首长食品特供制。特供体制产生于中华人民共和国成立初期，譬如“中南海”香烟的前身就是毛泽东选定的2号特供烟，而建国初期的茅台酒是省级部门才能获得的特供酒。
至中国大陆三年困难时期（1959-1961年），1960年7月30日时任国务院副秘书长齐燕铭拟订了《关于对在京高级干部和高级知识分子在副食品供应方面给予照顾问题的报告》，8月1日中共中央办公厅同意报告内容并发至中央各部、全国人大、国务院、全国政协、最高人民法院、最高人民检察院、中国科学院等机关单位。11月9日，中共中央将该报告下发至全国各地区时，将“在副食品供应方面给予照顾”改为“特需供应”，并认为此报告原则上也适用于全国各地区，自此建立了全国统一的面向高级干部的特供体制。以下是部分人士对饥荒时期特供的回忆。
- 高干韦君宜回忆三年困难时期特供：“后来，中央终于决定实行干部食物补贴。大概因为有些年老的民主人士吃不消这样的苦，有的已经病倒了。补贴办法是十七级以上的每人每月糖一斤、豆一斤，十三级以上的每人每月肉二斤、蛋二斤，九级以上的每人每月肉四斤、蛋二斤。”[10]
- 当时中共甘肃省委书记汪锋向毛泽东写了一份调查报告：1961年4月27日至29日，汪锋同志带了五个人在甘肃临夏州新集公社新1号生产大队调查农村食堂时对妇女病和妇女生育情况作了深入调研，发现甘肃大饥荒三年里农村出现了比较少见的妇女病，如子宫脱垂和闭经。子宫脱垂为饥饿造成的营养不良和过重的体力劳动等因素所致，过度饥饿引起闭经，只有干部妻子经期正常[11]。
- 全国人大常委会副委员长程潜的女儿程丹在接受《国家人文历史》杂志专访时回忆：“北戴河即便是困难时期，供应一直不错。”[12]
- 历史学家王曾瑜回忆三年困难时期时称，看到高干身份的北京大學校长脂肪丰富的腹部，心裏就生气[13]，而“在寒冬腊月，北风成天呼啸的时候，村里三天两头死人嚎丧。死的都是老人，其实是在饥寒交迫之下，得了感冒，便成不治之症。”[14]

此后，在中国社会长期物资缺乏，普通民众食品和日用品短缺的背景下，特供范围扩大，涉及的有烟草、酒、服装等，譬如为毛泽东个人特供的物品中还包括湖南醴陵的“毛瓷”和江西景德镇的“7501毛瓷”。

### 改革开放后
改革开放后，1979年11月13日，《中共中央、国务院关于高级干部生活待遇的若干规定》出台，其中提到高级干部的水电费應自理，公私混用不能分别装电表、水表的，根据水电的实际消耗，按比例合理分摊。1989年7月，中共中央政治局会议文件《中共中央、国务院关于近期做几件群众关心的事的决定》，要求取消特供食品，但未获落实。
2004年，中华人民共和国国家工商行政管理总局发出《关于严禁在商业广告中使用国家机关名义的紧急通知》，对经营者炒作特供、专供概念，特别是对使用含有“国家机关特供”等字样的包装及标签现象进行整顿。此后一段时间内，基本上每隔一两年就要整顿一次，但效果并不十分理想。2007年，全国政协委员、国务院参事任玉岭提出要改革高级干部待遇终身制，但未获响应。
2013年3月，国家机关事务管理局等5部门联合下发《关于严禁中央和国家机关使用“特供”“专供”等标识的通知》。11月28日，中共中央、国务院再次出台《关于高级干部生活待遇的若干规定》，但未能解决特权问题。11月29日，食品药品监督管理局要求各地不准生产标注“特供”、“专供”、“专用”、“特制”、“特需”等字样的白酒。
2022年，中央军委后勤保障部等5个部门联合印发《关于禁止销售“军”字号烟酒等商品的通告》。

## 特供制度与食品安全
有观点认为，食品特供制度是中国食品安全问题频发的原因之一。享受特供的官员恰恰是那些具有监管职责的官员，或者具有督促监管官员依法行使权力职责的官员，但由于他们享受着特供食品，从而不会有积极性查处不法商贩。2011年，中国作家趙麗華表示，取消特供食品才能根治中国食品安全問題，她认为“特权阶层自己吃好了，却不管老百姓有没有吃好。如果全国取消特供，那些特权阶层的人也必须要跟大家一样，到菜市场去买菜，这样的话，那些人就会考虑到他自己本身、他的孩子、他的子孙后代的健康和安全的问题。”
另一方面，市场上也存在“假特供”问题，随着市场经济的不断发展，但凡有点名气的产品，纷纷打起特供、专供的旗号，涉及的产品也由以前的烟酒扩大到茶、饮料、食品乃至其他日用品。在所谓“特供酒”造假领域已形成集包装生产、灌装、销售等完整犯罪链，并通过电话直销、网络直播带货、混于军用品中等形式销售。涉及的被造假的酒包括五粮液、茅台等品牌，声称的特供形式包括所谓纪念活动中专用酒、军队专供酒，而这些假酒的原材料根据需要和售出的价格可分为使用低端酒以次充好、使用酒精和香精勾兑等。